# 左监门卫
左监门卫，中国古代禁卫军指挥机构。唐朝十六卫之一。

## 历史
隋文帝时设置左监门府，与右监门府统率亲近禁军，一起管理宫殿门禁及守卫，任职很重。设左监门府将军一人，从三品，为左监门府长官；左监门府郎将二人，正四品，为左监门府次官；校尉、直长各三十人；又有长史、司马、录事及仓曹参军事、兵曹参军事，铠曹参军等属官。仁寿三年（603年）又置门候百二十人。隋炀帝大业三年（607年）改左监门府将军为左监门府郎将，正四品。置直閤六人，其官属同左备身府，又增门尉、门候，以分掌门禁守卫。唐代沿置，唐高祖武德五年（622年）复为左监门府将军。唐高宗龙朔二年（662年）去“府”字，称左监门卫。
左监门卫不领府兵，设大将军一人、将军二人、中郎将四人，和右监门卫率亲近禁军，一起管理宫城诸门禁卫及门籍，判入。有长史、录事。
- 左监门卫大将军一人，正三品。置上将军之前，为左监门卫长官。管理宫城诸门禁禁卫及门籍，行幸则率属下于衙门监守。
- 左监门卫将军二员，从三品。协掌宫城请门禁卫及门籍，判入。

左监门卫属官还有长史、录事参军事，兵曹参军事兼掌仓曹，胄曹参军事兼掌骑曹。武周天授二年（691年）设司阶、中候、司戈、执戟四色官和长上等属官。左监门卫中郎将四员，正四品下，掌监诸门，检校出入。唐德宗贞元二年（788年）设上将军一人，在大将军之上，从二品，管理宫城诸门禁禁卫及门籍，行幸则率属下于衙门监守。
辽朝也设置左监门卫，设大将军、上将军、将军，为加官，领折冲都尉、果毅都尉。
北宋左监门卫上将军、大将军、将军为环卫官，无定员、无职掌，多让宗室担任，也作为武臣赠典或武官责降散官。元丰改制后，改左金监门上将军三品为从三品。左监门卫大将军降为正四品，左监门卫将军降为从四品。南宋多不除授，宋孝宗隆兴年间复置左监门卫上将军、大将军、将军。

## 人物
- 617年，监门将军庞玉
- 670年，左监门大将军高侃
- 676年，左监门卫中郎将令狐智通
- 676年，左监门中郎将范怀义
- 707年，左监门大将军薛思简
- 714年，左监门卫将军杜宾客
- 730年，左监门将军唐地文
- 762年，左监门卫将军程元振
- 770年，左监门卫大将军鱼朝恩
- 908年，左监门卫将军钟泰章
- 950年，左监门卫将军郭荣
- 958年，左监门卫上将军许文稹